# 열외 인간
《열외 인간》(영어: Rabid)은 캐나다에서 제작된 1977년 독립 신체 공포 영화이다. 데이비드 크로넌버그가 각본과 연출을 맡았고, 매릴린 체임버스 등이 출연하였으며, 존 더닝 등이 제작에 참여하였다.
2019년 동명 리메이크 영화가 공개되었다.

## 줄거리
로즈는 남자친구 하트와 퀘벡주 시골에서 모터사이클을 타고 가던 중 승합차에 치여 성형외과 병원으로 이송된다. 이 병원을 이끄는 의사 댄은 로즈의 가슴과 복부에 형태형성을 활용한 실험적인 수술을 감행하고, 이식된 조직이 분화해 손상된 피부와 기관을 대체하길 기대한다. 부상이 상대적으로 경미한 하트는 한 달 후 퇴원하지만 심하게 다친 로즈는 계속 혼수상태가 이어진다.
어느 날 갑자기 깨어난 로즈는 비명을 지르며 동료 환자 로이드의 피부를 찌른다. 로이드는 사고에 대한 기억이 없고, 상처의 피는 응고되지 않는다. 이들은 모르고 있으나 로즈는 부작용으로 돌연변이가 되어 인간의 피로 연명하도록 변모했으며, 평소에는 겨드랑이 밑 구멍 안에 숨겨져있는 붉은 남근 형상의 침이 피해자의 피를 흡입한다.
밤에 병원을 빠져나온 로즈는 인간 대신 소의 피를 먹어보지만 몸이 안 좋아지면서 구토한다. 취한 농부가 위협하자 로즈는 이 농부의 피를 빨고, 다음 날 좀비와 유사한 괴물로 변한 농부는 도로변 식당의 종업원을 덮친다. 병원을 나온 로이드는 택시를 탔다가 입에서 거품을 뿜으며 기사에게 덤벼들어 교통 사고를 낸다.
로즈는 댄 역시 감염시키고 댄은 수술 중 간호사를 공격하며 일대 소란을 일으킨다. 도망친 로즈는 몬트리올로 향하며 얻어 탄 트럭의 운전수를 감염시킨다. 로즈가 일으킨 유행병이 도시 전체로 급속히 확산되는 상황에서 하트와 댄의 동업자 머리는 경찰서장 클로드와 공중 위생 총국 공무원들에게 협조한다.
하트는 로즈의 친구 민디에게 연락해 만약 로즈가 아파트에 나타난다면 로즈를 붙들어 놓으라고 당부한다. 몬트리올에 온 로즈는 예상대로 민디의 집에 머물지만 민디가 뉴스를 시청하는 사이 성인 영화 전용 극장에 가서 한 관객을 감염시킨다. 감염자들을 모두 사살하기 위해 계엄령이 떨어지고, 육군이 도로를 봉쇄하고 방호복을 입은 호송대가 시체를 처리한다.
머리는 하트와 함께 본인 집에 들렸다가 아기가 사망한 것을 발견한 뒤 감염된 아내에게 당한다. 하트가 로즈를 찾으러 돌아다니던 중 한 감염자가 차에 뛰어들지만 군인이 사살하고 하트의 차에 살균제를 뿌려준다.
민디의 아파트로 돌아온 로즈가 민디를 잡아먹던 도중 하트가 나타나 치료법을 찾아보자고 설득하지만 로즈는 현 사태에 대한 책임이 자신에게 있다는 사실을 받아들이지 않는다. 로즈는 정말 자신이 최초 환자인지 검증해보기 위해 아파트 로비에서 마주친 한 남자를 감염시킨 뒤 이 남자와 함께 방에 틀어박혀 남자의 변화를 지켜보기로 한다. 하트는 밖에서 그냥 아파트를 떠나자고 로즈에게 필사적으로 호소한다.
결국 좀비가 된 남자는 로즈에게 달려들고 다음 날 아침 방호복을 입은 군인이 로즈를 골목에서 발견한다. 군인은 로즈의 시체를 쓰레기 수거차에 투기한다.

## 출연진
- 매릴린 체임버스 - 로즈 밀러 역
- 프랭크 무어 - 하트 리드 역
- 조 실버 - 머리 사이퍼 역
- 하워드 리슈팬 - 댄 켈로이드 역
- 퍼트리샤 게이지 - 록샌 켈로이드 역
- 수전 로먼 - 민디 켄트 역
- J. 로저 페리아드 - 로이드 월시 역
- 린 데러곤 - 간호사 루이즈 역
- 테리 숀블룸 - 주디 글래스버그 역
- 빅토르 데시 - 클로드 라푸앵트 역
- 줄리 애나 - 리타 간호사 역
- 피터 맥닐

## 기타 제작진
- 협력 제작: 대니 골드버그
- 배역: 샤론 월
- 의상: 얼라 글리서먼